# Торатау
Тората́у (башк. Торатау, рос. Торатау, Тратау, Тра-тау, Тура-тау) — гора на Південному Уралі, розташована в Ішимбайському районі Республіки Башкортостан (Росія). Має рифове походження і вирізняється мальовничістю, завдяки чому занесена до Реєстру унікальних геологічних об'єктів Росії та Списку Світової геологічної спадщини. Крім того, її схили вкриті реліктовою рослинністю, а на вершині знайдено городище, тому їй також надано статус пам'ятки археології та комплексної пам'ятки природи Башкортостану. Торатау є популярним об'єктом туризму, символом Ішимбайського району та міста Ішимбай.

## Етимологія
За найпоширенішою версією, оригінальна місцева назва походить від давньобашкирських слів: «тора» — фортеця, городище, вал і «тау» — гора. Вона обумовлена тим, що на вершині ще з часів залізної доби існувало святилище, облаштоване у вигляді земляного валу. Після включення Башкортостану до складу Росії відбулась асиміляція російською мовою башкирської назви, внаслідок чого окрім Торатау утворились такі варіанти написання як Трата́у, Тра-та́у, Тура-тау. Остання назва може походити від імені ногайського Тура-хана, який оселився на горі; на ногайському діалекті «тура» також означає «городище».
Деякі башкирські історики перекладають цю назву як «Гора найвищого закону», а башкирський академік Раїль Кузеєв тлумачить її як «Бог-гора» чи «Гора-святилище».
Оскільки ця гора є одним з чотирьох (в сучасний період трьох) останців, які башкирською називають «шихани», то на топографічних картах вона іноді зазначається під власною назвою Шиха́н.

## Опис

### Рельєф

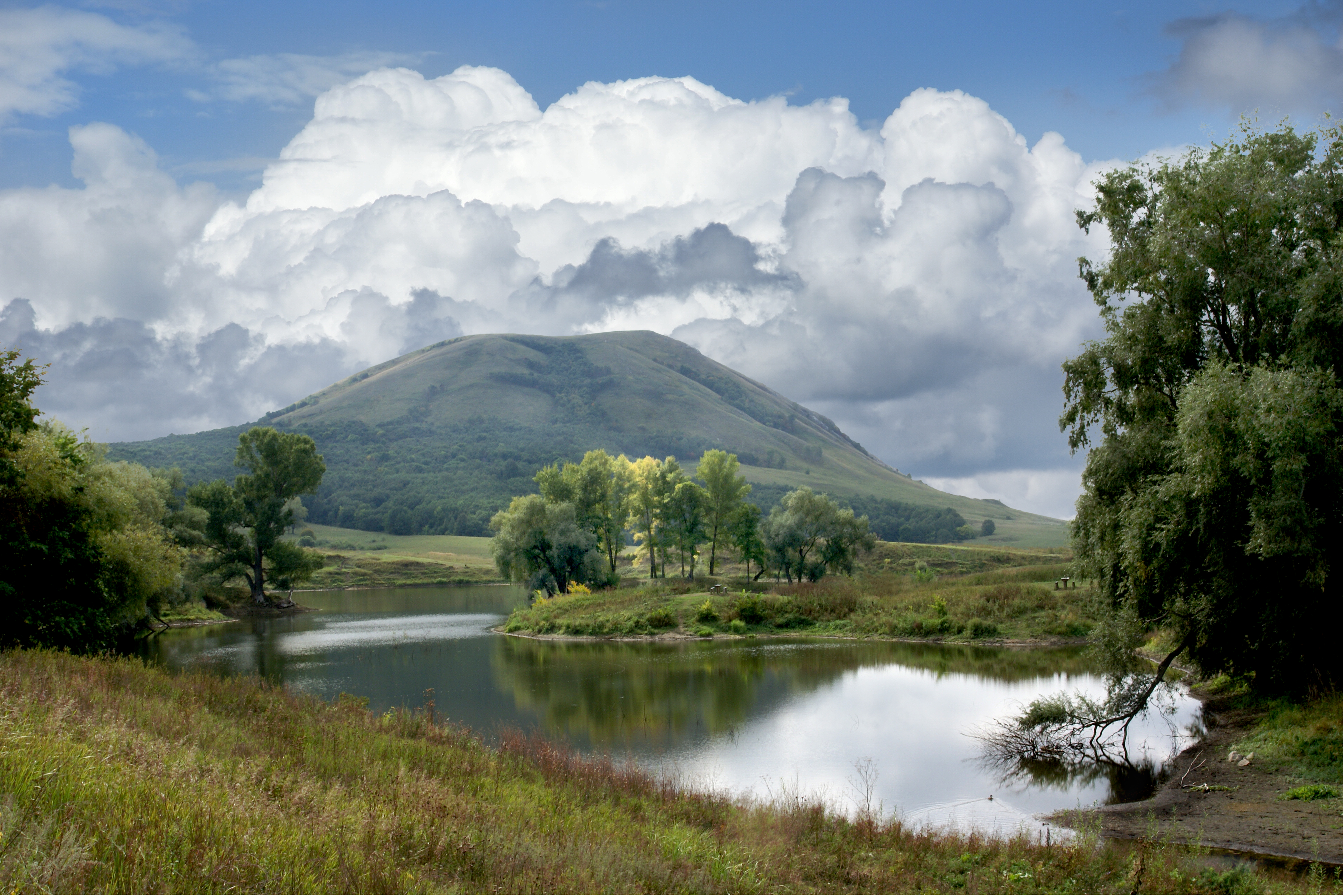
Північний краєвид Торатау з боку озера Тугар-Салган.

Гора Торатау знаходиться на Південному Уралі, на правому березі річки Біла. Вона є останньою у ланцюгу шиханів, розташованих у напрямку з півночі на південь у такому порядку: Юрактау, Куштау, Шахтау (знищена у XXI сторіччі) і Торатау. Весь ланцюг лежить на схід від Стерлітамака, а Торатау розташована в 9,6 км на північний схід від міста Ішимбай, в 1,5 км на південний схід від села Шихан та в 1,5 км на північний схід від села Урман-Бішкадак. Її абсолютна висота дорівнює 406—407 м, відносна висота над рівнем Білої близько 270 м. Довжина становить 1,2 км, ширина — 0,8 км, площа заповіданої зони складає 42 га. Форму гори визначають як конусоподібну або трапецієподібну. Схили біля підніжжя круті, загалом безлісі, причому південний схил кам'янистий і майже оголений. У верхній частині західного і південно-західного схилів знайдено кілька неглибоких печер. Біля підніжжя Тратау б'є солоне джерело, пов'язане з галогенно-сульфатним карстом її скелястої породи. Ще одна солона водойма біля підніжжя її північного схилу — це озеро Тугар-Салган, також пам'ятка природи. Тугар-Салган є найглибшим озером карстового походження в Башкортостані.

### Геологія і ґрунти
Орогенез Торатау, як і інших місцевих «шиханів», відбувся в пізньому палеозої, а саме в нижньопермський період. Близько 230 мільйонів років тому в цій місцині розкинулася давня водойма — Уральське море. Вона була теплою і солоною, а тому населеною кораловими поліпами. Ці істоти, відмираючи, своїми скелетами утворили величезний рифовий масив. З часом тектонічні рухи земної кори підняли над дном моря окремі вершини, що височіють посеред сучасного суходолу. Вік Торатау визначили радіологічними методами у 285 мільйонів років.
На схилах Торатау оголений геологічний розріз від верхнього карбона до артинського ярусу нижньої перми. Нижній шар потужністю 80—100 м складений світло-сірими масивними міцними вапняками шиханського (верхнього) горизонту ассельського ярусу, біля вершини їх перекривають молодші відклади тастубського і стерлітамацького горизонтів сакмарського ярусу. В утворенні органогенних вапняків здебільшого брали участь вапнякові водорості Tubifites і меншою мірою одиночні корали, мохуватки і понад 150 видів брахіопод. На окремих ділянках західного схилу в артинському ярусі виявлений комплекс мохуваток, притаманний нижньому (бурцевському) горизонтові. Відклади верхнього (саргинського) горизонту прорізані канавами, в них знайдені численні мушлі пермських амоноідей. Окрім вапняків у породах Торатау трапляються алевроліти з прошарками фосфоритів.
На Торатау представлені ґрунти двох типів: темно-сірі лісові, що розвинулись під ділянками деревної рослинності, та карбонатні чорноземи, притаманні ділянками зі степовою і лучною рослинністю.

### Флора і фауна

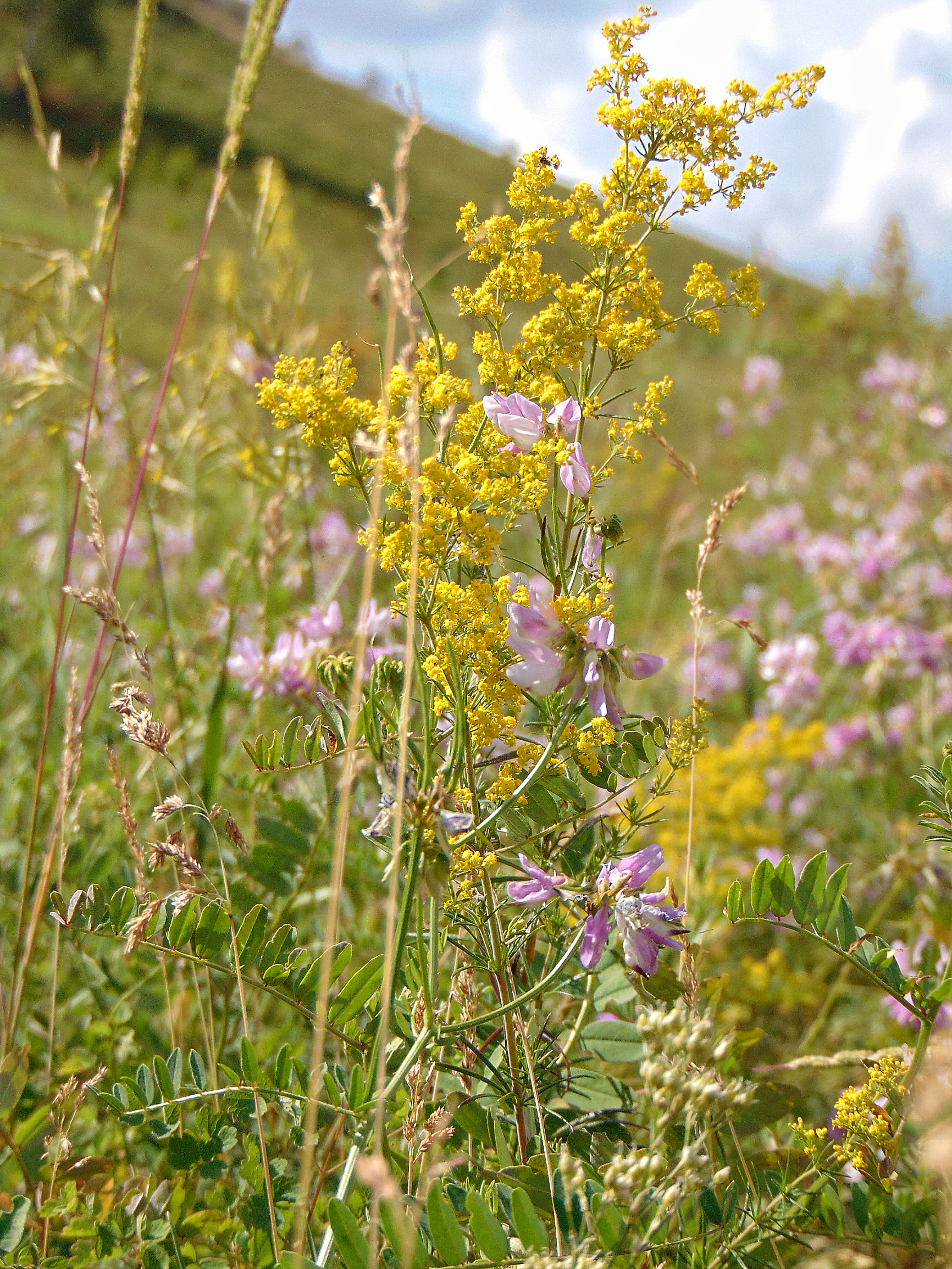
Місцеве різнотрав'я.

Природні ландшафти Торатау включають три типи рослинності: справжні, кам'янисті та лучні степи, остепнені луки і листяні ліси. Перші два за площею значно переважають, ділянка лісової рослинності існує тільки біля підніжжя північно-східного схилу, вона зайнята дібровами та липинами із яглицею у трав'яному покриві. Оскільки гора розташована у помірному кліматі, ділянки степової рослинності, притаманної південнішим областям, становлять особливий науковий інтерес. На них знайдено багато реліктових, ендемічних і рідкісних видів рослин. До таких належать вишня степова, кермек прикаспійський, ковила пірчаста, мигдаль степовий, солодушка великоцвіта, шиверекія подільська, ефедра звичайна, Astragalus helmii, Astragalus karelinianus, Aulacospermum multifidum, Dianthus acicularis, Linum uralense, Minuartia krascheninnikovii, Tanacetum uralense, Zygophyllum pinnatum. Ці та інші види занесені до Червоної книги Росії та до Червоної книги Башкортостану. Останні флористичні дослідження 2013 року виявили на Торатау загалом 94 види рослин, однак це менше, ніж у XX столітті.
Фауна гори налічує 120 видів тварин. Враховуючи невелику площу заповідного об'єкта їхні популяції нечисельні, та й переважають тут дрібні види, серед яких найбільш помітні великі ховрахи, різноманітні коники, метелики прочанок памфіл, Papilio podalirius тощо. Рідкісним представником метеликів у місцевій ентомофауні є аполлон.

## Історія

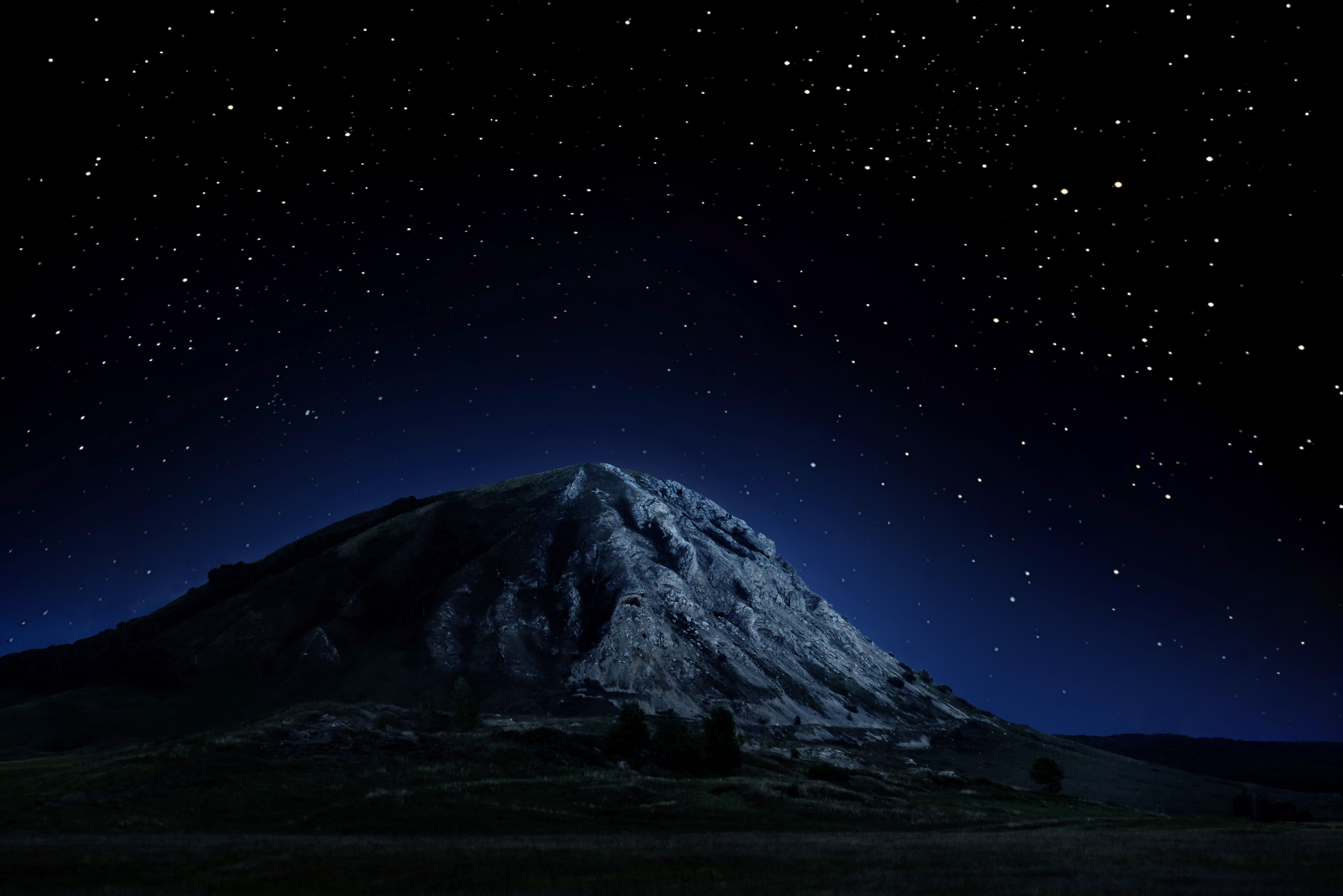
Нічний краєвид Торатау.

Перші ознаки присутності людини на Торатау відносять до пізньої залізної доби (перша половина 1-го тисячоліття). Археологічні розкопки показали, що на ній тоді не жили, оскільки на вершині облаштували святилище. В його східній частині до сьогодні збереглися земляний вал і залишки рову завглибшки до 40 см. Тут знайдена кераміка імендяшевського типу (з домішкою піску і візерунчастими насічками), кераміка караякуповської та чиялицької культур (з домішками черепашок і відтисками шнуру), а також ряд інших предметів і кістки тварин.
Напівзруйноване святилище протягом сторіч надавало сакральності Торатау. У середні віки гора була добре відома башкирам, зокрема, на ній знаходилася ставка ногайського Тура-хана. В 1770 році її описав Іван Лепьохін, який зазначив, що після смерті Тура-хана на горі жили тільки поодинокі набожні мусульмани, могили яких, в свою чергу, ставали місцями паломництв. Звичайні люди не мали права підійматися на Торатау без виконання певного обіту, з горою були пов'язані й інші релігійні традиції: підняття на неї або обхід довкола з молитвами у певних намірах. Таку пошану башкири пояснювали тим, що гора Торатау згадана в епосі «Чингіс-наме». За цим твором пращурка Чингісхана Аламалим-Курклі зачала від сонячного променя, після чого батьки посадовили її у човен біля Торатау і пустили його за течією.

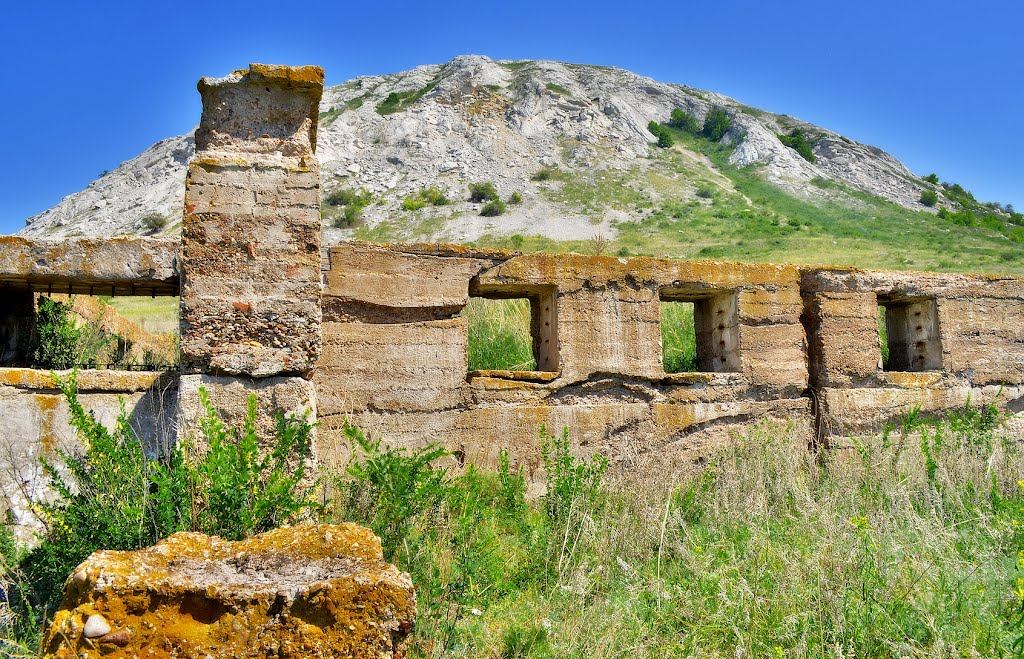
Руїни табірних бараків біля підніжжя гори.

У період з 1948 по 1953 рік у південного підніжжя Торатау існував табір спеціального призначення 0016, в якому утримували політичних в'язнів, серед яких було багато жертв сталінського режиму з Західної України. В'язні вручну видобували на Торатау вапняк для будівництва підприємства «Газпром нефтехим Салават». Загиблих ховали під горою у братських могилах. В цей же період (у 1951 році) археологічну пам'ятку дослідив В. П. Вікторов. Найновіші розкопки виконав А. Л. Смєтанін у 2000 році.
Дослідження Вікторова дали підставу заповідати цей природний об'єкт. 30 серпня 1960 року «городище Тратау і курган» включили до Списку пам'яток археології РРФСР. Враховуючи давнє походження, а також відмінну збереженість як геологічних структур гори, так і її флори та фауни 17 серпня 1965 року було прийнято рішення надати Торатау статусу комплексної пам'ятки природи Башкортостану (тоді Башкирської АРСР). В подальшому визнання її цінності ширилось і Торатау потрапила до Реєстру унікальних геологічних об'єктів Росії та списку Світової геологічної спадщини.

## Сучасний стан

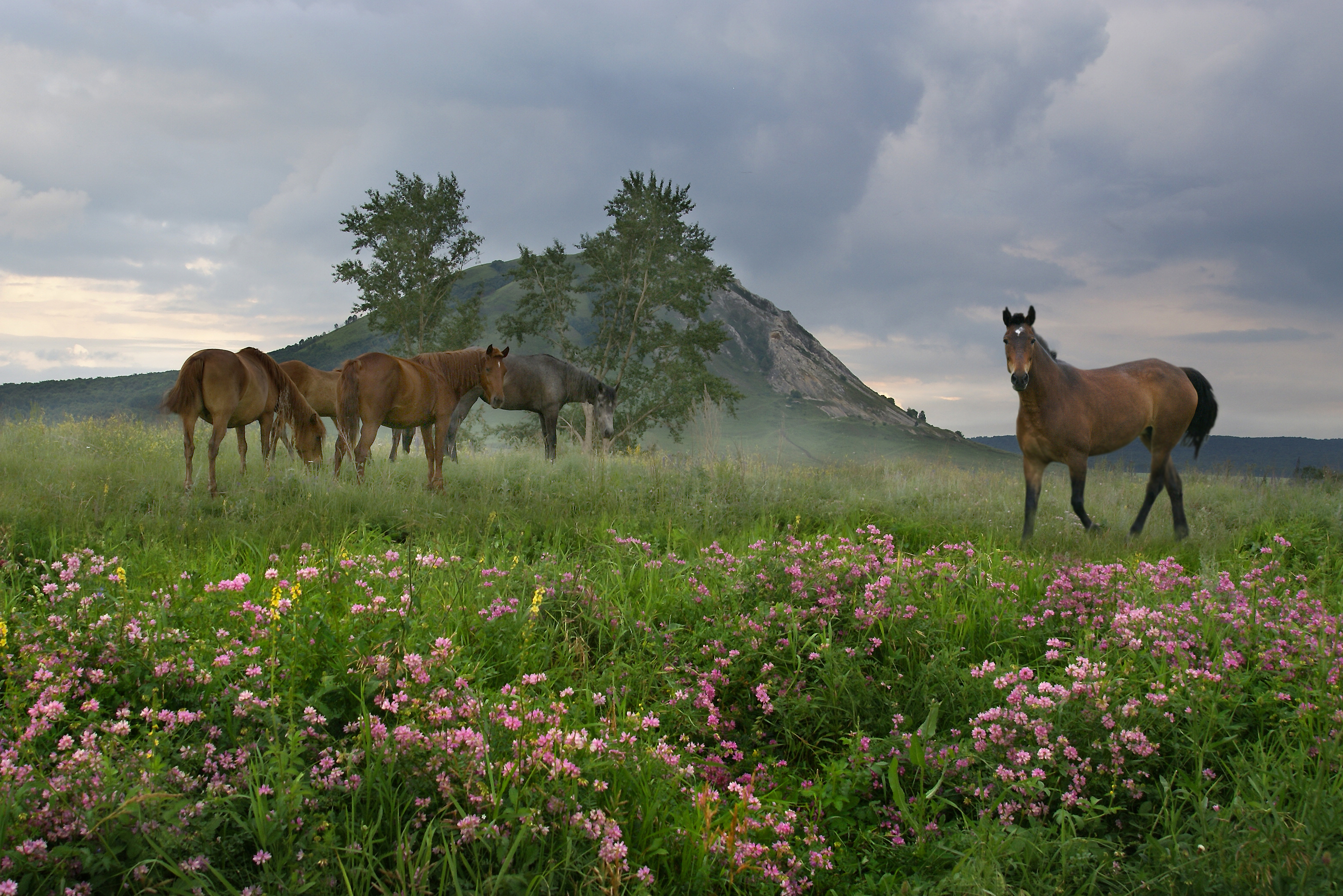
Табун коней в околицях гори.

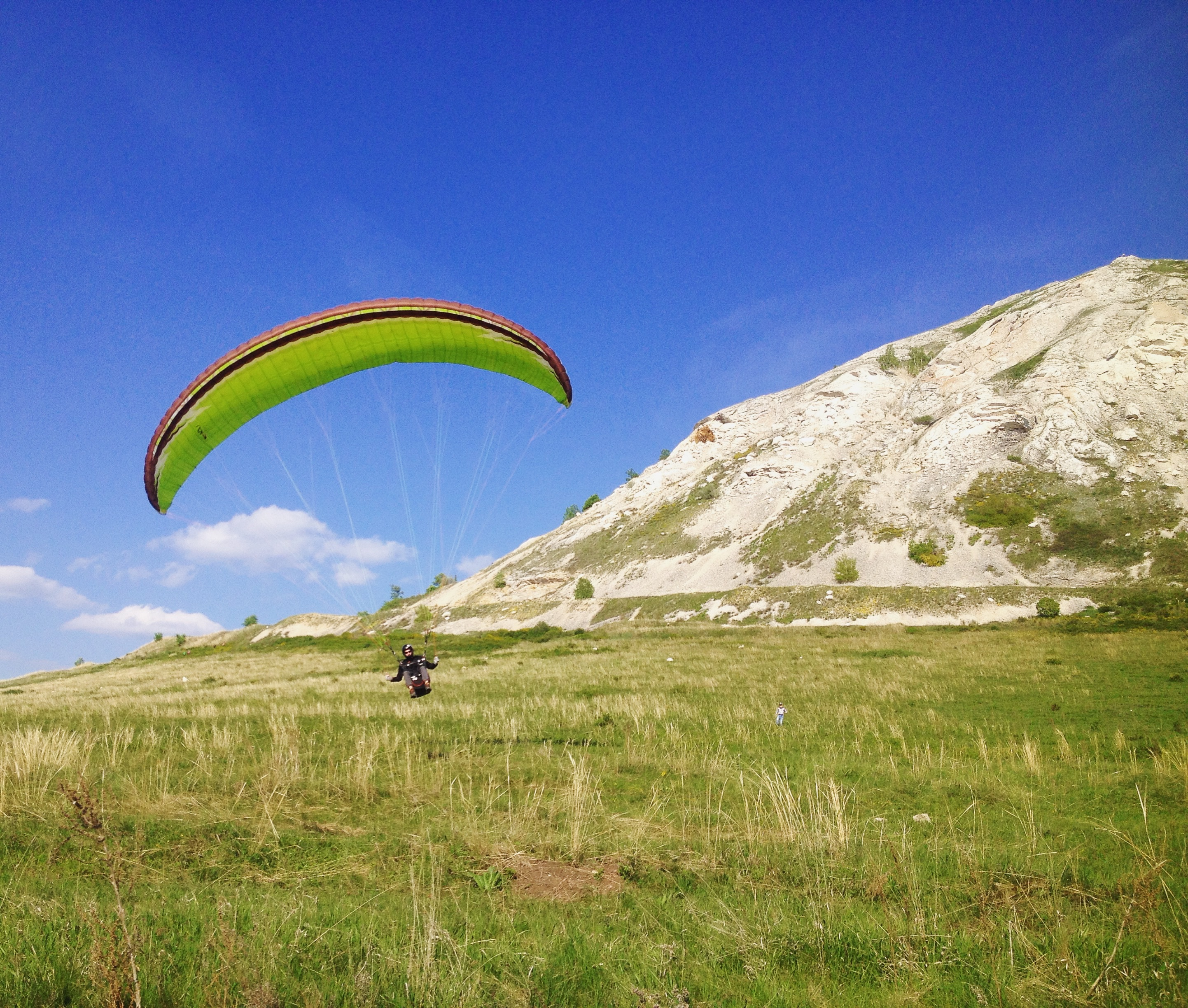
Парапланерист на тлі Торатау.

Незважаючи на заповідний і, частково, дотепер сакральний статус Торатау, наприкінці XX століття ця гора перетворилась на популярний об'єкт місцевого туризму. Її відвідують переважно мешканці Стерлітамака, Ішимбая і Салавата. Навесні та влітку на Торатау щодня відпочиває до 100 осіб. Крім того, місцеві жителі випасають на її схилах худобу, рвуть квіти, збирають лікарські рослини. Під дією такого антропогенного впливу відбувається швидка деградація рослинності: на вершині вона майже витоптана, на схилах значно збіднена, у ній пригнічене різнотрав'я, натомість починають домінувати полин австрійський та костриця несправжньоовеча. У найбільш засмічених місцях з'явились такі бур'яни як болиголов плямистий, будяк звичайний, кропива дводомна, нетреба звичайна, синяк звичайний, чистотіл звичайний.
Починаючи з 2008 року підприємства ВАТ «Сода» і ЗАТ «Строительные материалы» постійно звертаються до уряду Башкортостану з проханням зняти охоронний статус з Торатау через необхідність геологічної розвідки і подальшої розробки, обумовленої браком сировини (вапняку). 2011 року до них приєдналась компанія «Башкирская химия». Усі три виробники є представниками олігархічної економіки, з частками іноземного капіталу, тобто не представляють інтересів корінних мешканців республіки. Це викликало значний суспільний резонанс, наслідками якого стали мітинги і протести. 2015 року голова республіки Рустем Хамітов публічно заявив, що не позбавить башкирські вапнякові останці державної охорони. Попри те, що соціологічні опитування показали бажання місцевого населення зберегти заповідний статус гори, остаточного рішення прийнято не було, а міністр промисловості і торгівлі Денис Мантуров публічно підтримав їхню розробку.
На Торатау проходять тренування і змагання парапланеристів, 3 липня 1999 року Віктор Федоров, стартувавши з цієї гори, встановив неофіційний рекорд Росії з дальності польоту на параплані — 143 км. Згадки про Торатау містяться в численних творах літератури, музики, пам'ятках фольклору. Вона зображена на гербах і прапорах Ішимбаю та Ішимбайського району. Знахідки з торатауського городища експонуються в Стерлітамацькому історико-краєзнавчому музеї.

## Галерея
|  |  |  |  |